# Еккард Крамер
Еккард Крамер (нім. Eckard Krahmer; 1 липня 1892, Штеттін, Німецька імперія — 26 жовтня 1978, Буенос-Айрес, Аргентина) — німецький військовий дипломат, генерал-лейтенант люфтваффе (1 жовтня 1943).

## Біографія
20 серпня 1910 року вступив в 2-й польовий артилерійський полк. Учасник Першої світової війни, в березні-квітні 1916 року пройшов льотну підготовку. З 23 липня 1916 року — льотчик-спостерігач 236-го артилерійського авіазагону, в квітні-червні 1917 року — офіцер-фотограф 8-го авіаційного командування. 10 серпня 1920 року звільнений у відставку. 1 липня 1933 року прийнятий на службу радником Імперського військового міністерства, займався питаннями відтворення ВПС. 1 травня 1934 року переведений в люфтваффе. З 1 липня 1935 року — командир ескадрильї, з 1 лютого 1936 року — авіагрупи «Пренцлау», з 1 жовтня 1936 року — начальник оперативного відділу штабу авіаційного округу Берлін. 1 квітня 1937 року переведений в Генштаб люфтваффе, закінчив Військову академію (1938). З 1 липня 1938 року — начальник штабу 7-ї авіаційної області, з 11 березня 1939 року — інструктор і начальник навчального курсу Академії люфтваффе в Берліні-Гатові. 21 серпня 1939 року призначений військово-повітряним аташе в Мадриді та Лісабоні. З 1 липня 1941 року — військово-повітряний аташе в Лісабоні, з 1 квітня 1942 року — в Мадриді. Після капітуляції Німеччини 8 травня 1945 року автоматично втратив посаду, проте залишився в Іспанії. Пізніше переїхав в Аргентину.

## Нагороди
- Залізний хрест 2-го і 1-го класу
- Почесний хрест ветерана війни з мечами
- Медаль «За вислугу років у Вермахті» 4-го і 3-го класу (12 років)